# Mesocriconema rusticum
Mesocriconema rusticum är en rundmaskart som först beskrevs av Heinrich Micoletzky 1915.  Mesocriconema rusticum ingår i släktet Mesocriconema och familjen Criconematidae. Inga underarter finns listade i Catalogue of Life.